# Galicyzm
Galicyzm – wyraz lub zwrot zapożyczony z języka francuskiego.
W polszczyźnie wyrazy francuskojęzyczne zaczęły się pojawiać w XVII i XVIII wieku, co związane przede wszystkim było z uniwersalnością języka francuskiego oraz licznymi koneksjami ówczesnej Polski z Królestwem Francji. Galicyzmów używały zwłaszcza wyższe warstwy społeczne: arystokracja i szlachta. Wplatano słowa lub wyrażenia w zdanie, prowadzono również całe rozmowy po francusku.
Ze względu na docelową grupę społeczną nowe wyrazy dotyczyły głównie życia dworskiego, tańców i rozrywek np.: amant, awangarda, batalia, fryzjer, gorset, kokietka, mariaż czy peruka. Z czasem w polszczyźnie zadomowiły się również wyrażenia: faux pas, rendez-vous, par excellence, vis-à-vis, à propos, déjà vu, adres, biżuteria czy parasol.
Słownik wyrazów obcych PWN z 1995 r. zawiera 5900 zapożyczeń z języka francuskiego, natomiast Wielki słownik wyrazów obcych z 2003 r. – 5889 zapożyczeń, tj. około dwukrotnie więcej niż anglicyzmów bądź germanizmów.

## Historia
Galicyzmy pojawiły się w języku polskim w XVII w. wraz z modą na francuszczyznę przywiezioną z Francji przez pochodzącą stamtąd królową Marię Ludwikę (żonę polskiego króla Władysława IV, która po jego śmierci poślubiła kolejnego polskiego władcę króla Jana Kazimierza). Sprowadzała ona do Polski francuskich duchownych oraz uczonych, a noszenie się i mówienie po francusku stało się obowiązującą modą. Kolejny polski król Jan III Sobieski również miał żonę Francuzkę Marię Kazimierę d’Arquien znaną jako królowa „Marysieńka”. Propagowała ona literaturę francuską, a bajki La Fontaine’a zaczęły być powszechnie znane. W XVIII w. król Stanisław Leszczyński był frankofilem, chwalił i popierał wszystko, co francuskie, a swoją córkę Marię Karolinę Leszczyńską wydał za króla Francji Ludwika XV; była ona królową Francji przez ponad 40 lat. Za panowania ostatniego polskiego króla Stanisława Augusta Poniatowskiego, znanego mecenasa sztuki, francuszczyzna powszechnie panowała na polskich dworach. Z początkiem XIX w. zwycięski marsz Napoleona Bonaparte na wschód przyniósł Polsce „małą niepodległość” w postaci Księstwa Warszawskiego, więc ponownie wszystko, co francuskie stało się modne. W czasach romantyzmu oraz wielkiej emigracji, gdy Mickiewicz, Słowacki i Chopin przebywali w Paryżu Polacy mogli obcować z francuszczyzną. Po odzyskaniu niepodległości w kręgach arystokracji na co dzień używano zwrotów francuskich. W czasach propagandy socjalistycznej i pojawienia się nowomowy wyrażenia zaczerpnięte z języków obcych, oprócz rosyjskiego, nie były mile widziane, lecz w kręgach przedwojennej inteligencji rozmowy okraszano wtrąceniami francuskimi. Po zmianie systemu politycznego w 1989 r. powszechna stała się angielszczyzna.

## Galicyzmy
- Kuchnia[4]:
  - Beszamel: fr. béchamel
  - Krokiet: fr. croquette (po francusku croquer oznacza chrupać)
  - Bagietka: fr. Baguette (baguette to także pałka, do której kształtu nawiązuje nazwa tej bułki)
  - Majonez: fr. mayonnaise
  - Konfitura: fr. confiture
  - Korniszon: fr. cornichon
  - Grylaż: fr. grillage (masa cukiernicza z prażonych orzechów laskowych lub migdałów, cukru i tłuszczu, po francusku także ogrodzenie)
  - Kupaż: fr. coupage (mieszanie różnych gatunków win),
  - Szarlotka: fr. charlotte
  - Gofr: fr. gaufre

- Relacje damsko-męskie[4]:
  - Amant: fr. amant, kochanek
  - Kokietka: fr. coquette
  - Randka: fr. rendez-vous
  - Mezalians: fr. mésalliance
  - Romans: fr. romance
  - Komplement: fr. compliment
  - Garsoniera: fr. garçon – chłopak
  - Brylować: fr. briller

- Sztuka i rozrywka[4]:
  - Afisz: fr. affiche
  - Maska: fr.masque
  - Gaża: fr. gage
  - Trupa: fr. troupe
  - Żongler: fr. jongleur
  - Marionetka: fr. marionnette
  - Awangarda: fr. avant-garde
  - Impresjonizm: fr. impressionnisme
  - Model: fr. modèle
  - Atelier: fr. atelier
  - Karta: fr. carte
  - Kier: fr. coeur, serce
  - Trefl: fr. trèfle (dosłownie liść koniczyny)
  - Karo: fr. carreau (dosłownie kwadrat)
  - Pik: fr. pique (dosłownie kolec)

- Moda[4]:
  - Perfumy: fr. parfum
  - Makijaż: fr. maquillage
  - Tiul: fr. tulle
  - Żorżeta: rodzaj przezroczystej tkaniny, fr. crêpe georgette
  - Kostium: fr. costume
  - Beret: fr. béret
  - Kaszkiet: fr. casquette
  - Baleriny fr. ballerines
  - Garsonka: fr. garçonne: chłopczyca, nawiązuje do trendu w modzie obowiązującego w latach 20.
  - Krawat: fr. cravate
  - Gorset: fr. corset
  - Biżuteria: fr. bijou, klejnot.
  - Fryzjer: fr. friser (czesać w loki)
  - Puder: fr. poudre
  - Balejaż: fr. balayage:(balayer oznacza także zamiatać)
  - Szal: fr. châle
  - Negliż: négligé (niekompletny strój)
  - Sakwojaż: fr. sac de voyage (torba podróżna)
  - Bagaż: fr. bagage (przedmioty zabierane w podróż)
  - Portmonetka: fr. porte-monnaie

- Umeblowanie i części domu[4]:
  - Fotel: fr. fauteuil
  - Komoda: fr. commode (od przymiotnika „commode” wygodny)
  - Sofa: fr. sofa
  - Szezlong: fr. chaise-longue: dosłownie „długie krzesło”
  - Lustro: fr. lustre
  - Żyrandol: fr. girandole
  - Balkon: fr. balcon
  - Parkiet: fr. parquet
  - Salon: fr. salon
  - Suterena: fr. souterrain: podziemny
  - Abażur: fr. abat-jour
  - Buduar: fr. boudoire, który pochodzi od francuskiego czasownika „bouder”, dąsać się

- Życie polityczne[4]:
  - Konsul: fr. consul
  - Ambasador: fr. ambassadeur
  - Mediacja: fr. médiation
  - Arbitraż: fr. arbitrage